# Claude Vermorel
Claude Vermorel (né Jean-Claude Vermorel) est un réalisateur, scénariste et dramaturge français, né le 18 juillet 1906 à Villié-Morgon (Rhône) et mort le 11 mars 2001 à Brignais (Rhône).
Il fut également producteur et assistant-réalisateur pour la version sonore du Napoléon d'Abel Gance.

## Filmographie

### Réalisateur
- 1936 : Jeunes Filles de Paris
- 1952 : Les Conquérants solitaires
- 1956 : La Plus Belle des vies
- 1969 : Yao
- 1973 : Aminata[1] ou les Blancs Oiseaux du Dioliba

### Scénariste
- 1935 : Le Roman d'un jeune homme pauvre d'Abel Gance
- 1943 : Le Capitaine Fracasse d'Abel Gance
- 1952 : Les Conquérants solitaires
- 1953 : Les Amants de Tolède d'Henri Decoin
- 1956 : La Plus Belle des vies
- 1969 : Yao

### Producteur
- 1936 : Jeunes Filles de Paris
- 1956 : La Plus Belle des vies

## Œuvre dramatique partielle
- 1942 : Jeanne avec nous
- 1948 : Thermidor (qu'il mit lui-même en scène au Théâtre Pigalle)
- 1959 : Les Murmures de la forêt
- 1964 : Un jardin sur la mer

## Romans
- Les fous d'amour
- Un bateau pour la Louisiane Tome 1 : Vive le son du canon !
- Un bateau pour la Louisiane Tome 2 : Notre Mississipi
- Il y a dix mille ans